# Джрашен (Араратская область)
Джрашен (арм. Ջրաշեն) — село в Араратской области Армении. Основано в 1914 году.

## География
Село расположено в западной части марза, на расстоянии 16 километров к северо-западу от города Арташат, административного центра области. Абсолютная высота — 935 метров над уровнем моря.
Климат
Климат характеризуется как семиаридный (BSk в классификации климатов Кёппена). Среднегодовая температура воздуха составляет 12,1 °C. Средняя температура самого холодного месяца (января) составляет −3 °С, самого жаркого месяца (июля) — 25,7 °С. Расчётная многолетняя норма атмосферных осадков — 291 мм. Наибольшее количество осадков выпадает в мае (50 мм).

## Население
| Год переписи | Население          | Население          | Население          | Население            | Население            | Население            |
| Год переписи | Наличное население | Наличное население | Наличное население | Постоянное население | Постоянное население | Постоянное население |
| Год переписи | Всего              | Мужчины            | Женщины            | Всего                | Мужчины              | Женщины              |
| ------------ | ------------------ | ------------------ | ------------------ | -------------------- | -------------------- | -------------------- |
| 2001         | 1708               | 838                | 870                | 1792                 | 895                  | 897                  |
| 2011         | 1572               | 803                | 769                | 1607                 | 817                  | 790                  |